# ’80–’85
80-85 – pierwszy album kompilacyjny (ósmy w ogóle) punkrockowej grupy Bad Religion, wydany przez Epitaph Records 12 listopada 1991 roku.

## Lista utworów
1. „We're Only Gonna Die”
2. „Latch Key Kids”
3. „Part III”
4. „Faith In God”
5. „Fuck Armageddon... This Is Hell”
6. „Pity”
7. „Into The Night”
8. „Damned To Be Free”
9. „White Trash (Second Generation)”
10. „American Dream”
11. „Eat Your Dog”
12. „Voice Of God Is Government”
13. „Oligarchy”
14. „Doing Time”
15. „Bad Religion”
16. „Politics”
17. „Sensory Overload”
18. „Slaves”
19. „Drastic Actions”
20. „World War III”
21. „Yesterday”
22. „Frogger”
23. „Bad Religion”
24. „Along The Way”
25. „New Leaf”
26. „Bad Religion”
27. „Slaves”
28. „Drastic Actions”

## Twórcy
- Greg Graffin – wokal
- Brett Gurewitz – gitara (piosenki 1-20, 26-28)
- Greg Hetson – gitara (piosenka 3 i 21-25)
- Jay Bentley – bas (piosenka 1-20 i 26-28)
- Pete Finestone – perkusja (piosenka 1, 3, 4, 6, 7, 13 piosenka 21-25)
- Jay Ziskrout – perkusja (piosenka 2, 5, 8-12, 14 to 20 piosenka 26-28)